# Le Renard anglais
Le Renard anglais est la vingt-troisième fable du livre XII de Jean de La Fontaine situé dans le troisième et dernier recueil des Fables de La Fontaine, édité pour la première fois en 1693 mais daté de 1694.

## Texte de la fable
Le bon cœur est chez vous compagnon du bon sens,

Avec cent qualités trop longues à déduire,

Une noblesse d'âme, un talent pour conduire

            Et les affaires et les gens,

Une humeur franche et libre, et le don  d'être amie

Malgré Jupiter même et les temps orageux.

Tout cela méritait un éloge pompeux ;

Il en eût été moins selon votre génie :

La pompe vous déplaît, l'éloge vous ennuie.

J'ai donc fait celui-ci court et simple. Je veux

            Y coudre encore un mot ou deux

            En faveur de votre patrie :

Vous l'aimez. Les Anglais pensent profondément ;

Leur esprit, en cela, suit leur tempérament :

Creusant dans les sujets, et forts d'expériences,

Ils étendent partout l'empire des sciences.

Je ne dis point ceci  pour vous faire ma cour.

Vos gens à pénétrer l'emportent sur les autres :

            Même les chiens de leur séjour

            Ont meilleur nez que n'ont les nôtres.

Vos renards sont plus fins. Je m'en vais le prouver

            Par un d'eux qui, pour se sauver

            Mit en usage un stratagème

Non encore pratiqué, des mieux imaginés.

Le scélérat, réduit en un péril extrême,

Et presque mis à bout par ces Chiens au bon nez,

            Passa près d'un patibulaire.

            Là des animaux ravissants,

Blaireaux, Renards, Hiboux, race encline à mal faire,

Pour l'exemple pendus, instruisaient les passants.

Leur confrère aux abois entre ces morts s'arrange.

Je crois voir Annibal qui pressé des Romains,

Met leurs chefs en défaut, ou leur donne le change,

Et sait en vieux renard s'échapper de leurs mains.

            Les clefs de meute, parvenues

A l'endroit où pour mort le traître se pendit,

Remplirent l'air de cris : leur Maître les rompit ,

Bien que de leurs abois ils perçassent les nues.

Il ne put soupçonner ce tour assez plaisant.

Quelque terrier, dit-il, a sauvé mon galant.

Mes chiens n'appellent point au delà des colonnes

            Où sont tant d'honnêtes personnes.

Il y viendra, le drôle! Il y vint, à son dam.

            Voilà maint Basset clabaudant,

Voilà notre Renard au charnier se guindant.

Maître pendu croyait qu'il en irait de même

Que le jour qu'il tendît de semblables panneaux :

Mais le pauvret, ce coup, y laissa ses houseaux.

Tant il est vrai qu'il faut changer de stratagème.

Le Chasseur, pour trouver sa propre sûreté,

N'aurait pas cependant un tel tour inventé ;

Non point par peu d'esprit ; est-il quelqu'un qui nie

Que tout Anglais n'en ait bonne provision ?

            Mais le peu d'amour pour la vie

            Leur nuit en mainte occasion.

            Je reviens à vous, non pour dire

            D'autres traits sur votre sujet

            Tout long éloge est un projet

            Trop abondant pour ma lyre.

            Peu de nos chants, peu de nos vers,

Par un encens flatteur amusent l'univers

Et se font écouter des nations étranges.

            Votre prince vous dit un jour

            Qu'il aimait mieux un trait d'amour

            Que quatre pages de louanges.

Agréez seulement le don que je vous fais

            Des derniers efforts de ma Muse.

            C'est peu de chose ; elle est confuse

            De ces ouvrages imparfaits.

            Cependant ne pourriez-vous faire

            Que le même hommage pût plaire

A celle qui remplit vos climats d'habitants

            Tirés de l'île de Cythère ?

Vous voyez par là que j'entends

Mazarin, des Amours déesse tutélaire.
— Jean de La Fontaine, Fables de La Fontaine, Le Renard anglais, texte établi par Jean-Pierre Collinet, Fables, contes et nouvelles, Gallimard, « Bibliothèque de la Pléiade », 1991, p. 497